# Hugh Montgomery (genetista)
El profesor Hugh Montgomery es actualmente el director del  UCL Institute for Human Health and Performance en la University College de Londres. Él fue el primero en descubrir un gen para la aptitud, ACE.

## Carrera académica
Lidera un grupo de investigación en genética cardiovascular que ha publicado más de 100 publicaciones como Nature, The Lancet y Circulation. Aparte de su investigación, él tiene un nombramiento como profesor de Medicina Intensiva en la UCL y practica como consultor en Cuidados Intensivos, Cardiología y Medicina Interna en el Hospital Whitington.

## Otros intereses
El profesor es conocido por ser un polímata, y tiene varios logros notables fuera del campo de la medicina. Ha sido galardonado con el título de Líder de Londres por la Comisión de Desarrollo Sustentable de Londres por su trabajo en el cambio climático y la salud bajo los auspicios del Proyecto Genie; él era también un miembro fundador del Consejo de Clima y Salud de los Reinos Unidos. También es un autor de libros para niños y escribió el guion de la película de Hollywood Reputation and Control en menos de 6 semanas.
Hugh también ha logrado ha corrido 100 km de ultramaratón, mantuvo el récord mundial de tocar el piano bajo el agua y escaló el Everest con el grupo de investigación Xtreme Everest, para llevar a cabo una investigación, entre otros logros.

## Conferencias
- 2007: presentó por televisión, por medio de las Royal Institution Christmas Lectures, el tema de De regreso del borde: La ciencia de la supervivencia.
- 2010: elegido para presentar la Conferencia Ellison-Cliffe en la Royal Society of Medicine.